# Varsity Blues : Le Scandale des admissions universitaires
 (avril 2021).
La mise en forme du texte ne suit pas les recommandations de Wikipédia : il faut le « wikifier ».
Les points d'amélioration suivants sont les cas les plus fréquents :
- Les titres sont pré-formatés par le logiciel. Ils ne sont ni en capitales, ni en gras.
- Le texte ne doit pas être écrit en capitales (les noms de famille non plus), ni en gras, ni en italique, ni en « petit »…
- Le gras n'est utilisé que pour surligner le titre de l'article dans l'introduction, une seule fois.
- L'italique est rarement utilisé : mots en langue étrangère, titres d'œuvres, noms de bateaux, etc.
- Les citations ne sont pas en italique mais en corps de texte normal. Elles sont entourées par des guillemets français : « et ».
- Les listes à puces sont à éviter, des paragraphes rédigés étant largement préférés. Les tableaux sont à réserver à la présentation de données structurées (résultats, etc.).
- Les appels de note de bas de page (petits chiffres en exposant, introduits par l'outil «  Source ») sont à placer entre la fin de phrase et le point final[comme ça].
- Les liens internes (vers d'autres articles de Wikipédia) sont à choisir avec parcimonie. Créez des liens vers des articles approfondissant le sujet. Les termes génériques sans rapport avec le sujet sont à éviter, ainsi que les répétitions de liens vers un même terme.
- Les liens externes sont à placer uniquement dans une section « Liens externes », à la fin de l'article. Ces liens sont à choisir avec parcimonie suivant les règles définies. Si un lien sert de source à l'article, son insertion dans le texte est à faire par les notes de bas de page.
- La présentation des références doit suivre les conventions bibliographiques. Il est recommandé d'utiliser les modèles {{Ouvrage}}, {{Chapitre}}, {{Article}}, {{Lien web}} et/ou {{Bibliographie}}. Le mode d'édition visuel peut mettre en forme automatiquement les références.
- Insérer une infobox (cadre d'informations à droite) n'est pas obligatoire pour parachever la mise en page.

Pour une aide détaillée, merci de consulter Aide:Wikification.
Si vous pensez que ces points ont été résolus, vous pouvez retirer ce bandeau et améliorer la mise en forme d'un autre article.
Pour plus de détails, voir Fiche technique et Distribution.
Varsity Blues : Le Scandale des admissions universitaires (en anglais, Operation Varsity Blues: The College Admissions Scandal) est un documentaire américain réalisé par Chris Smith et scénarisé par Jon Karmen.
Sorti sur Netflix le 17 mars 2021, ce documentaire propose une reconstitution des écoutes téléphoniques entre Rick Singer et ses clients fortunés, prêts à payer des milliers de dollars pour que leurs enfants empruntent la « porte dérobée » de Singer, ainsi que des témoignages de personnes impliquées ou s’occupant de l’affaire.

## Synopsis
Le documentaire Varsity Blues : Le Scandale des admissions universitaires, est une reconstitution de l’enquête sur le scandale de corruption des admissions à l’université en 2019 (en). Dans cette enquête, le FBI examine les méthodes employées par Rick Singer pour convaincre des riches clients de flouer un système éducatif déjà conçu pour avantager les élèves les plus aisés. À l'aide d'un montage mêlant interviews et conversations entre Rick Singer et ses clients.

## Fiche technique
- Producteurs : Chris Smith, Jon Karmen, Youree Henley
- Société de distribution : Netflix
- Date de sortie : 17 mars 2021

## Distribution
- Matthew Modine : Rick Singer.
- Sarah Chaney : Elisabeth Keating, agent de police.
- Leroy Edward III : directeur sportif[2].
- Roger Rigack : John B Wilson.
- Jillian Peterson : agent principal du FBI.
- Wallace Langham : Gordon Caplan.
- Jeff Rector : Devin Sloane.
- Courtney Rackley : Jane Buckingham.
- Josh Stamberg : Bill McGlashan.
- Jeremy Sless : conseiller d'orientation[3].

## Accueil
Varsity Blues : Le scandale des admissions universitaires a reçu la note de 7/10 sur IMDb et 74 % d’approbation du public sur Rotten Tomatoes.
Le documentaire a fait partie de l'un des 10 films les plus regardés sur Netflix.

## Procès
Le 6 avril 2021, John B Wilson et sa famille ont porté plainte contre Netflix pour diffamation. Plus précisément, ils ont argué que le documentaire avait dénaturé leurs images en les présentant dans ce film comme coupable et complice de l’affaire.
En octobre 2021, John B. Wilson a été reconnu coupable par le tribunal fédéral de Boston.